# Leanne Pitchford
Leanne Carolyn Pitchford est une physicienne née en 1950 connue pour ses travaux sur la modélisation numérique des plasmas à basse température (en), et pour le projet LXCat d'échange ouvert de données sur les plasmas à basse température (en) .
Formée aux États-Unis, elle travaille en France en tant que directrice de recherche au Centre national de la recherche scientifique, affiliée au Laboratoire Plasma et Conversion d'Énergie  de l'université de Toulouse.

## Biographie
Pitchford se spécialise en physique et en mathématiques à l'East Texas State University (aujourd'hui Texas A&M University–Commerce (en)), où elle obtient son diplôme en 1970.
Elle se rend ensuite à l'université du Texas à Dallas pour des études de doctorat en physique, qu'elle termine en 1976. Sa thèse, intitulée Development of a Quantitative Model for High Power Pulsed Lasers, est supervisée par Carl B. Collins et porte sur les lasers à gaz (en).
Après des recherches postdoctorales au centre CEA Paris-Saclay en France et au Joint Institute for Laboratory Astrophysics à l'université du Colorado à Boulder, elle devient chercheuse et chef de département aux Sandia National Laboratories de 1980 à 1984.
En 1989, elle rejoint le CNRS et Laplace, où elle reste jusqu'à la fin de sa carrière.

## Répompenses et distinctions
Pitchford reçoit la médaille d'argent du CNRS en 1999. 
Elle est l'une des deux lauréates du prix Von Engel & Franklin 2015 en physique des plasmas, décerné lors de la Conférence internationale sur les phénomènes dans les gaz ionisés pour ses « contributions exceptionnelles à la physique et à la technologie des gaz ionisés, à la compréhension des processus qui se déroulent dans les décharges à barrière diélectrique, à l'étude des systèmes de propulsion des vaisseaux spatiaux et à la construction de repères de données de base pour les gaz ionisés ».
En 2018, l'American Physical Society (APS) lui décerne son prix Will Allis pour l'étude des gaz ionisés, « pour le développement et l'application de méthodes permettant de calculer avec précision les coefficients de taux et les coefficients de transport des particules chargées, et leur application à la modélisation prédictive des plasmas à basse température ».
Elle est élue membre de l'American Physical Society en 2019, après avoir été nommée par l'APS Forum dans la Physique industrielle et appliquée, « pour les services exceptionnels rendus aux communautés de la physique industrielle et appliquée dans le domaine de la modélisation des plasmas à basse température grâce au développement de nouvelles approches pour la résolution de l'équation de Boltzmann du gaz d'électrons, de logiciels de modélisation, d'ensembles de données évaluées et de sites Web en libre accès ».
Elle est également membre de l'Institute of Physics.